# Atletismo nos Jogos Pan-Americanos de 1979 - 1500 m feminino
A prova dos 1500 m feminino nos Jogos Pan-Americanos de 1979 foi realizada em San Juan, Porto Rico.

## Medalhistas
| Ouro                           | Prata                          | Bronze                    |
| Mary Decker USA Estados Unidos | Julie Brown USA Estados Unidos | Penny Werthner CAN Canadá |

## Resultados
| Posição           | Nome             | Nacionalidade      | Tempo  | Notas |
| ----------------- | ---------------- | ------------------ | ------ | ----- |
| Medalha de ouro   | Mary Decker      | USA Estados Unidos | 4:05.7 |       |
| Medalha de prata  | Julie Brown      | USA Estados Unidos | 4:06.4 |       |
| Medalha de bronze | Penny Werthner   | CAN Canadá         | 4:14.8 |       |
| 4                 | Francine Gendron | CAN Canadá         | 4:15.0 |       |
| 5                 | Alejandra Ramos  | CHI Chile          | 4:24.8 |       |
| 6                 | Ileana Hocking   | PUR Porto Rico     | 4:27.3 |       |
| 7                 | Soraya Telles    | BRA Brasil         | 4:30.2 |       |
| 8                 | Carmen Garduño   | MEX México         | 4:30.4 |       |